# Svatava Vráželová
Svatava Vráželová rozená Štaudová (13. února 1932 Tišnov – 1. prosince 1967 Nové Město na Moravě) byla česká volejbalistka, reprezentující Československo. S Československou ženskou reprezentací získala zlatou medaili na mistrovství Evropy v roce 1955, bronzovou medaili na mistrovství světa v roce 1960 (tam byla kapitánkou týmu) a stříbro na evropského šampionátu v roce 1958. Zúčastnila se také Mistrovství světa ve volejbale žen 1956, kde s týmem vybojovala 4. místo. Za národní tým nastupovala v letech 1953–1961. Celou kariéru strávila v klubu Sokol Gottwaldovy závody (později přejmenován na Spartak Královo Pole a Spartak Královopolská strojírna), pouze jeden rok povinně nastupovala za Slovan KÚNZ Brno (v rámci komunistické reformy tělovýchovy, museli hráči hrát za "resortní" klub té pracovní oblasti, kde působili, Svatava Vráželová byla instrumentářka zubní kliniky, musela proto přejít do "lékařského oddílu"; aby se mohla vrátit do mateřského klubu, nechala se po roce zaměstnat v Královopolských strojírnách). Její nejlepší umístění v československé nejvyšší soutěži bylo 2. místo v roce 1951. Za brněnský klub v mládí nastupovala i ve druhé basketbalové nejvyšší soutěži a dokonce i v nejvyšší soutěži házenkářské. Zemřela v pouhých 35 letech, když se smrtelně zranila při zazimovávání své chaty na Českomoravské vrchovině.